# Anacardium negrense
Anacardium negrense là một loài thực vật có hoa trong họ Đào lộn hột. Loài này được Pires & Fróes mô tả khoa học đầu tiên năm 1948.